# Sporting Hasselt
Der Koninklijke Sporting Club Hasselt ist ein belgischer Fußballverein aus Hasselt. Der Klub bestritt eine Spielzeit in der höchsten belgischen Liga.

## Geschichte
1906 entstand beim Sportverein Excelsior de Hasselt eine Fußballabteilung, die sich 1909 als Excelsior Football Club Hasselt ausgründete und mit Matrikelnummer 37 beim belgischen Fußballverband registrierte. Zwei Jahre später erreichte die Mannschaft erstmals die 2. Division. Am Ende der Spielzeit 1913/14 belegte sie dort den Relegationsplatz und verpasste gegen TSV Lyra den Klassenerhalt. Nachdem anschließend aufgrund des Ersten Weltkriegs der Spielbetrieb ruhte, kehrte der Klub 1921 in die zweithöchste Spielklasse zurück. Die Spielzeit 1924/25 beendete der Klub gemeinsam mit Sporting Charleroi, RFC Montegnée und SC Audenaerde auf einem Abstiegsplatz. Zwischen 1930 und 1933 sowie erneut für die Spielzeit 1938/39 war der Klub zweitklassig, nach der Pause aufgrund des Zweiten Weltkriegs etablierte sich die Mannschaft nach Wiederaufnahme des Spielbetriebs 1941 in der Spielklasse. Nach neunjähriger Zugehörigkeit stieg sie Ende der Spielzeit 1950/51 wieder ab.
1964 schloss sich der mittlerweile nur noch viertklassig antretende Klub Excelsior mit dem Lokalrivalen Hasseltse VV zum Koninklijke Sporting Club Hasselt zusammen, zwei Spielzeiten später gelang der Drittligaaufstieg. 1977 kehrte die Mannschaft in die zweite Liga zurück, wo sie sich am Ende der Spielzeit 1978/79 als Tabellenfünfte für die Aufstiegsrunde qualifizierte. Mit drei Heimsiegen jeweils ohne Gegentor und drei auswärts eingefahrenen Punkten stand sie am Ende vor KAA Gent, KSK Tongeren und KFC Diest und damit als Erstligaaufsteiger fest. Mit nur zwei Saisonsiegen in der Spielzeit 1979/80 war der Verein chancenlos und stieg als Schlusslicht hinter Berchem Sport und Sporting Charleroi direkt wieder ab. In den folgenden Jahren – in der Spielzeit 1983/84 als Vizemeister hinter Sint-Niklase SKE – erreichte er regelmäßig die letztlich erfolglos verlaufende Aufstiegsrunde. Gegen Ende des Jahrzehnts rutschte die Mannschaft in der Meisterschaft ab und stieg am Ende der Spielzeit 1988/89 ab.
Der zunehmend mit finanziellen Problemen kämpfende Klub rutschte in der Folge in den Amateurbereich ab. 2001 schloss er sich mit dem SK Kermt zusammen, der teilweise in Besitz von Stijn Stijnen befindliche Fusionsklub übernahm dessen Matrikelnummer. Seit 2015 tritt dieser als Koninklijke Sporting Hasselt an.